# Lộc Thắng
Lộc Thắng là thị trấn huyện lỵ của huyện Bảo Lâm, tỉnh Lâm Đồng, Việt Nam.

## Địa lý
Thị trấn Lộc Thắng có vị trí địa lý:
- Phía đông giáp xã Lộc Ngãi
- Phía tây giáp xã B'Lá và xã Lộc Quảng
- Phía nam giáp thành phố Bảo Lộc
- Phía bắc giáp xã Lộc Phú.

Thị trấn Lộc Thắng có diện tích 78,93 km², dân số năm 2022 là 21.136 người, mật độ dân số đạt 267 người/km².

## Lịch sử
Ngày 11 tháng 7 năm 1994, Chính phủ ban hành Nghị định số 65-CP về việc thành lập thị trấn Lộc Thắng trên cơ sở 8.875 ha diện tích tự nhiên và 8.328 nhân khẩu của xã Lộc Thắng.
Ngày 21 tháng 12 năm 2015, UBND tỉnh Lâm Đồng ban hành Quyết định số 2740/QĐ-UBND về việc công nhận thị trấn Lộc Thắng là đô thị loại V.
Ngày 21 tháng 1 năm 2020, HĐND tỉnh Lâm Đồng ban hành Nghị quyết số 166/NQ-HĐND về việc:
- Sáp nhập tổ dân phố 5 vào tổ dân phố 2.
- Sáp nhập tổ dân phố 21 và tổ dân phố 24 vào tổ dân phố 20.
- Sáp nhập tổ dân phố 23 vào tổ dân phố 22.